# NK Dinamo 01 Vrbanovec
Športski nogometni klub Dinamo 01 Vrbanovec hrvatski je nogometni klub iz Vrbanovca kraj Martijanca. Trenutačno se natječe u 2. ŽNL Varaždinskoj.

## Vanjske poveznice
- Profil, HNS Semafor